# Championnat de Belgique de football 1932-1933
Navigation
Saison précédente Saison suivante
Le championnat de Belgique de football 1932-1933 est la 33e saison du championnat de première division belge. Son nom officiel est « Division d'Honneur ».
Après une décennie de disette, l'Union Royale Saint-Gilloise remporte un nouveau titre, le neuvième de son Histoire, avec une avance confortable sur l'Antwerp, une nouvelle fois deuxième.
En bas de tableau, la lutte est très serrée pour éviter la relégation. Finalement, Berchem Sport et le FC Brugeois doivent quitter l'élite en fin de saison, après respectivement onze et quatre saisons de présence consécutives en Division d'Honneur.

## Clubs participants
Quatorze clubs prennent part à la compétition, autant que lors de l'édition précédente. Ceux dont le matricule est mis en gras existent toujours en 2012.
| #  | Nom                                     | Mat. | Ville     | Stades                | En D1 depuis (série) | Total en D1 | Saison précédente |
| -- | --------------------------------------- | ---- | --------- | --------------------- | -------------------- | ----------- | ----------------- |
| 1  | Royal Antwerp Football Club             | 1    | Anvers    | Bosuilstadion         | 1901-1902 (27e)      | 32e         | 2e                |
| 2  | Royal Beerschot Athletic Club           | 13   | Anvers    | Kiel                  | 1907-1908 (21e)      | 27e         | 7e                |
| 3  | Royal Berchem Sport                     | 28   | Berchem   | Het Rooi              | 1922-1923 (11e)      | 11e         | 5e                |
| 4  | Royal Cercle Sportif Brugeois           | 12   | Bruges    | Stade du CS Brugeois  | 1899-1900 (29e)      | 29e         | 6e                |
| 5  | Royal Football Club Brugeois            | 3    | Bruges    | De Klokke             | 1929-1930 (4e)       | 30e         | 11e               |
| 6  | Daring Club de Bruxelles Société Royale | 2    | Molenbeek | Stade du Daring       | 1903-1904 (25e)      | 25e         | 4e                |
| 7  | Royal Racing Club de Bruxelles          | 6    | Uccle     | Stade du Vivier d'Oie | 1932-1933 (1re)      | 30e         | Division 1B : 1er |
| 8  | Royal Racing Club de Gand               | 11   | Gand      | Emmanuel Hielstadion  | 1931-1932 (2e)       | 18e         | 8e                |
| 9  | Royal Standard Club Liège               | 16   | Sclessin  | Stade de Sclessin     | 1921-1922 (12e)      | 17e         | 9e                |
| 10 | Koninklijke Liersche Sportkring         | 30   | Lierre    | Lispersteenweg        | 1927-1928 (6e)       | 6e          | 1er               |
| 11 | Turn en Sportvereniging Lyra            | 52   | Lierre    | Lyrastadion           | 1932-1933 (1re)      | 1re         | Division 1A : 1er |
| 12 | Royal Football Club Malinois            | 25   | Malines   | Achter de Kazerne     | 1928-1929 (5e)       | 8e          | 10e               |
| 13 | Racing Club de Malines Société Royale   | 24   | Malines   | Antwerpsesteenweg     | 1925-1926 (8e)       | 15e         | 12e               |
| 14 | Union Saint-Gilloise Société Royale     | 10   | Uccle     | Stade du Parc Duden   | 1901-1902 (27e)      | 27e         | 3e                |

### Localisations
| Anvers RC Gand Liersche SK Lyra RC Malines FC Malinois Bruxelles CS Brugeois FC Brugeois Standard |

#### Localisation des clubs bruxellois
les 3 cercles bruxellois sont :
(5) Daring CB SR
(7) Union SG SR
 (10) R. Racing CB

#### Localisation des clubs anversois
les 3 cercles anversois sont:
(1) R. Antwerp FC
(2) R. Beerschot AC
(3) Berchem Sport

## Déroulement de la saison

### Naissance d'un mythe
Après un premier tour de bonne facture sans être décisif, l'Union Royale Saint-Gilloise assure son titre au cours du second. Le 8 janvier 1933, l'Union réalise un partage (2-2) contre le Liersche. Ce résultat sera suivi par 59 autres rencontres sans défaite pour le club bruxellois. Le « mythe » de l'Union 60 se met alors en route.

## Résultats

### Résultats des rencontres
Avec quatorze clubs engagés, 182 matches sont au programme de la saison.
| Résultats (▼dom., ►ext.)                                   | ANT | BEE | BER | CSB | FCB | DAR | RAC | RCG | LIE | LYR | FCM | RCM | STA | USG |
| R. Antwerp FC                                              |     | 4-3 | 6-2 | 0-1 | 2-0 | 3-1 | 1-0 | 8-0 | 2-1 | 3-3 | 1-4 | 1-0 | 4-0 | 0-0 |
| R. Beerschot AC                                            | 2-8 |     | 2-0 | 1-0 | 5-1 | 6-2 | 0-0 | 2-4 | 0-6 | 0-0 | 4-1 | 2-2 | 3-2 | 4-1 |
| R. Berchem Sport                                           | 0-4 | 2-0 |     | 0-0 | 2-0 | 2-2 | 4-0 | 3-3 | 0-3 | 0-1 | 2-1 | 0-3 | 0-0 | 1-2 |
| R. CS Brugeois                                             | 1-0 | 1-0 | 2-0 |     | 4-1 | 1-0 | 2-0 | 5-2 | 2-1 | 0-4 | 0-0 | 2-4 | 1-2 | 3-4 |
| R. FC Brugeois                                             | 1-4 | 3-5 | 2-2 | 3-1 |     | 1-1 | 3-2 | 3-1 | 1-1 | 0-1 | 1-2 | 4-3 | 4-2 | 1-1 |
| Daring CB SR                                               | 2-0 | 1-0 | 1-1 | 2-3 | 3-1 |     | 1-1 | 2-0 | 2-2 | 8-3 | 0-0 | 4-1 | 2-1 | 0-1 |
| R. Racing CB                                               | 2-2 | 1-1 | 3-1 | 1-1 | 5-1 | 0-3 |     | 5-1 | 1-4 | 3-4 | 3-1 | 1-0 | 5-2 | 0-1 |
| R. RC de Gand                                              | 2-4 | 0-1 | 3-2 | 1-1 | 5-0 | 1-0 | 1-4 |     | 1-0 | 5-4 | 2-1 | 2-3 | 3-4 | 0-0 |
| K. Liersche SK                                             | 1-1 | 5-1 | 6-1 | 0-1 | 5-2 | 5-2 | 2-2 | 4-0 |     | 7-0 | 1-5 | 5-3 | 2-2 | 1-0 |
| TSV Lyra                                                   | 1-2 | 3-0 | 3-2 | 1-1 | 4-1 | 3-1 | 4-1 | 3-0 | 2-1 |     | 1-1 | 1-2 | 1-2 | 1-5 |
| FC Malinois                                                | 2-3 | 1-5 | 3-3 | 1-3 | 2-1 | 2-2 | 5-2 | 2-0 | 2-4 | 1-1 |     | 1-0 | 4-3 | 1-2 |
| RC de Malines                                              | 1-5 | 0-1 | 2-1 | 0-2 | 1-2 | 1-1 | 4-0 | 3-2 | 3-1 | 2-2 | 1-1 |     | 0-6 | 0-2 |
| R. Standard CL                                             | 5-0 | 2-3 | 4-2 | 0-2 | 4-2 | 2-0 | 4-1 | 7-1 | 4-1 | 3-0 | 7-4 | 6-3 |     | 0-0 |
| Union St-Gilloise SR                                       | 3-1 | 3-1 | 4-2 | 1-0 | 5-0 | 4-0 | 5-0 | 7-0 | 2-2 | 3-0 | 2-1 | 2-1 | 8-3 |     |
| - Victoire à domicile - Match nul - Victoire à l'extérieur |     |     |     |     |     |     |     |     |     |     |     |     |     |     |

### Classement final
| Rang | Équipe               | Pts | J  | G  | N | P  | Bp | Bc | Diff |
| ---- | -------------------- | --- | -- | -- | - | -- | -- | -- | ---- |
| 1    | UNION ST-GILLOISE SR | 43  | 26 | 19 | 5 | 2  | 69 | 22 | +47  |
| 2    | R. Antwerp FC        | 36  | 26 | 16 | 4 | 6  | 69 | 38 | +31  |
| 3    | R. CS Brugeois       | 33  | 26 | 14 | 5 | 7  | 40 | 29 | +11  |
| 4    | R. Standard CL       | 31  | 26 | 14 | 3 | 9  | 77 | 56 | +21  |
| 5    | K. Liersche SK T     | 30  | 26 | 12 | 6 | 8  | 71 | 42 | +29  |
| 6    | TSV Lyra             | 28  | 26 | 11 | 6 | 9  | 51 | 54 | -3   |
| 7    | R. Beerschot AC      | 28  | 26 | 12 | 4 | 10 | 51 | 54 | -3   |
| 8    | Daring CB SR         | 24  | 26 | 8  | 8 | 10 | 43 | 45 | -2   |
| 9    | R. FC Malinois       | 23  | 26 | 8  | 7 | 11 | 49 | 54 | -5   |
| 10   | R. Racing CB         | 20  | 26 | 7  | 6 | 13 | 43 | 58 | -15  |
| 11   | RC de Malines SR     | 20  | 26 | 8  | 4 | 14 | 43 | 57 | -14  |
| 12   | R. RC de Gand        | 17  | 26 | 7  | 3 | 16 | 40 | 78 | -38  |
| 13   | R. FC Brugeois       | 16  | 26 | 6  | 4 | 16 | 39 | 73 | -34  |
| 14   | R. Berchem Sport     | 15  | 26 | 4  | 7 | 15 | 35 | 60 | -25  |

Légende
- Champion de Belgique 1933
- Club relégué pour la saison suivante

Abréviations
T : Tenant du titre 1932

 : nouveau venu depuis la saison précédente

### Meilleur buteur
Guillaume Ulens (Antwerp) avec 26 buts. Il est le 19e joueur belge sacré meilleur buteur de la plus haute division belge.

#### Classement des buteurs
Le tableau ci-dessous reprend les 23 meilleurs buteurs du championnat, soit les joueurs ayant inscrit dix buts ou plus durant la saison.
| #   | Pays | Joueur                   | Club                    | Buts | Matches joués |
| --- | ---- | ------------------------ | ----------------------- | ---- | ------------- |
| 1.  |      | Guillaume Ulens          | R. Antwerp FC           | 26   | 24            |
| 2.  |      | Jean Capelle             | R. Standard CL          | 23   | 18            |
| 3.  |      | Bernard Voorhoof         | K. Liersche SK          | 20   | 24            |
| =.  |      | François Vanden Eynde    | Union Saint-Gilloise SR | 20   | 26            |
| 5.  |      | Jean Brichaut            | R. Standard CL          | 19   | 26            |
| =.  |      | François Petit           | R. Racing CB            | 19   | 26            |
| 7.  |      | Pierre Quickels          | R. Racing CB            | 17   | 21            |
| =.  |      | Vital Van Landeghem      | Union Saint-Gilloise SR | 17   | 23            |
| =.  |      | François Ledent          | R. Standard CL          | 17   | 25            |
| 10. |      | Florent Lambrechts       | R. Antwerp FC           | 16   | 23            |
| 11. |      | Pierre Mens              | K. Liersche SK          | 15   | 18            |
| 12. |      | Edward Engelen           | R. Beerschot AC         | 14   | 25            |
| 13. |      | Richard Van Accolynen    | R. RC de Gand           | 13   | 21            |
| =.  |      | Antoine Franckx          | TSV Lyra                | 13   | 23            |
| =.  |      | Pierre De Vidts          | Daring CB SR            | 13   | 26            |
| =.  |      | Joseph Van Beeck         | R. Antwerp FC           | 13   | 26            |
| 17. |      | Edward Janssens          | RC de Malines SR        | 12   | 22            |
| 18. |      | Jozef Lemmens            | TSV Lyra                | 11   | 17            |
| =.  |      | Jozef Willems            | R. Berchem Sport        | 11   | 19            |
| =.  |      | Paul Janssens            | TSV Lyra                | 11   | 20            |
| 21. |      | Gabriël Noëth            | R. FC Malinois          | 10   | 21            |
| =.  |      | Joseph Brugghe           | K. Liersche SK          | 10   | 24            |
| =.  |      | Jacques Van Caelenberghe | Union Saint-Gilloise SR | 10   | 26            |

## Récapitulatif de la saison
- Champion : Union Royale Saint-Gilloise (9e titre)
- Première équipe à remporter neuf titres.
- Dix-huitième titre pour la province de Brabant.

| Région flamande (10)            | Région flamande (10) | Province de Brabant (3)      | Province de Brabant (3) | Région wallonne (1)    | Région wallonne (1) |
| ------------------------------- | -------------------- | ---------------------------- | ----------------------- | ---------------------- | ------------------- |
| Province d'Anvers               | 7                    | Région de Bruxelles-Capitale | 3                       | Province de Hainaut    | 0                   |
| Province de Flandre-Occidentale | 2                    | Province du Brabant flamand  | 0                       | Province de Liège      | 1                   |
| Province de Flandre-Orientale   | 1                    | Province du Brabant wallon   | 0                       | Province de Luxembourg | 0                   |
| Province de Limbourg            | 0                    |                              |                         | Province de Namur      | 0                   |

1. ↑  Au niveau footballistique, la province de Brabant est toujours unitaire malgré sa partition territoriale en 1995.

### Admission et relégation
Le R. FC Brugeois et le R. Berchem Sport occupent les deux dernières places en fin de saison et sont relégués en Division 1. Ils sont remplacés la saison suivante par le Tilleur FC et le FC Belgica Edegem.

### Débuts en Division d'Honneur
Un club fait ses débuts dans la plus haute division belge. Il est le 36e club différent à y apparaître.
- Le TSV Lyra est le 9e club de la province d'Anvers à évoluer dans la plus haute division belge.

### Bilan de la saison
| Championnat de Belgique de football 1932-1933 |                                    |
| Champion                                      | Union Saint-Gilloise SR (9e titre) |
| Dauphin                                       | R. Antwerp FC                      |
| Promotions et relégations                     |                                    |
| Promus en Division d'Honneur                  | Belgica FC Edegem                  |
| Promus en Division d'Honneur                  | R. Tilleur FC                      |
| Relégués en Division 1                        | R. FC Brugeois                     |
| Relégués en Division 1                        | R. Berchem Sport                   |